# Hanna Walter
Hanna "Hannerl" Walter (24 de novembro de 1939) é uma ex-patinadora artística austríaca, que competiu no individual feminino. Ela conquistou uma medalha de prata e uma de bronze campeonatos mundiais, foi campeã do 1959 e foi campeã do campeonato nacional austríaco. Griner disputou os Jogos Olímpicos de Inverno de 1956 terminando na sétima posição.

## Principais resultados
| Resultados                                            | Resultados        | Resultados    | Resultados        | Resultados    | Resultados        | Resultados        | Resultados       | Resultados    | Resultados    | Resultados    | Resultados    | Resultados    |
| Internacional                                         | Internacional     | Internacional | Internacional     | Internacional | Internacional     | Internacional     | Internacional    | Internacional | Internacional | Internacional | Internacional | Internacional |
| Evento/Temporada                                      | 1952– 1953        | 1953– 1954    | 1954– 1955        | 1955– 1956    | 1956– 1957        | 1957– 1958        | 1958– 1959       |               |               |               |               |               |
| ----------------------------------------------------- | ----------------- | ------------- | ----------------- | ------------- | ----------------- | ----------------- | ---------------- | ------------- | ------------- | ------------- | ------------- | ------------- |
| Jogos Olímpicos                                       |                   |               |                   | 7.ª           |                   |                   |                  |               |               |               |               |               |
| Campeonato Mundial                                    |                   |               |                   | 7.ª           | 6.ª               | Medalha de bronze | Medalha de prata |               |               |               |               |               |
| Campeonato Europeu                                    |                   | 9.ª           | 5.ª               | 5.ª           | Medalha de bronze | Medalha de prata  | Medalha de ouro  |               |               |               |               |               |
| Nacional                                              |                   |               |                   |               |                   |                   |                  |               |               |               |               |               |
| Campeonato Austríaco                                  | Medalha de bronze |               | Medalha de bronze |               |                   |                   | Medalha de ouro  |               |               |               |               |               |
|                                                       |                   |               |                   |               |                   |                   |                  |               |               |               |               |               |
| Legenda: Competição não foi disputada nesta temporada |                   |               |                   |               |                   |                   |                  |               |               |               |               |               |